# Neosciadella spixi
Neosciadella spixi là một loài bọ cánh cứng trong họ Cerambycidae.